# Tatogaster nigra
Tatogaster nigra là một loài tò vò trong họ Ichneumonidae.